# Ред-Бад (Іллінойс)
Ред-Бад (англ. Red Bud) — місто (англ. city) в США, в окрузі Рендолф штату Іллінойс. Населення — 3804 особи (2020).

## Географія
Ред-Бад розташований за координатами 38°12′30″ пн. ш. 90°0′0″ зх. д. / 38.20833° пн. ш. 90.00000° зх. д. (38.208416, -89.999920).  За даними Бюро перепису населення США в 2010 році місто мало площу 6,36 км², з яких 6,31 км² — суходіл та 0,06 км² — водойми.

## Демографія
Згідно з переписом 2010 року, у місті мешкало 3698 осіб у 1557 домогосподарствах у складі 1023 родин. Густота населення становила 581 особа/км².  Було 1649 помешкань (259/км²).
Расовий склад населення:
| - 98,4 % — білих - 0,5 % — азіатів - 0,2 % — чорних або афроамериканців - 0,1 % — корінних американців |

До двох чи більше рас належало 0,7 %. Частка іспаномовних становила 1,1 % від усіх жителів.
За віковим діапазоном населення розподілялося таким чином: 23,0 % — особи молодші 18 років, 57,6 % — особи у віці 18—64 років, 19,4 % — особи у віці 65 років та старші. Медіана віку мешканця становила 39,9 року. На 100 осіб жіночої статі у місті припадало 86,3 чоловіків;  на 100 жінок у віці від 18 років та старших — 81,5 чоловіків також старших 18 років.
Середній дохід на одне домашнє господарство  становив 70 996 доларів США (медіана — 60 511), а середній дохід на одну сім'ю — 84 567 доларів (медіана — 82 460). Медіана доходів становила 48 882 долари для чоловіків та 36 573 долари для жінок. За межею бідності перебувало 4,1 % осіб, у тому числі 4,8 % дітей у віці до 18 років та 4,9 % осіб у віці 65 років та старших.
Цивільне працевлаштоване населення становило 1704 особи. Основні галузі зайнятості: освіта, охорона здоров'я та соціальна допомога — 21,4 %, виробництво — 19,0 %, роздрібна торгівля — 13,1 %, науковці, спеціалісти, менеджери — 10,2 %.